# 만다린피시
만다린피시는 농어목 돛양태과의 바닷물고기이다.

## 특징

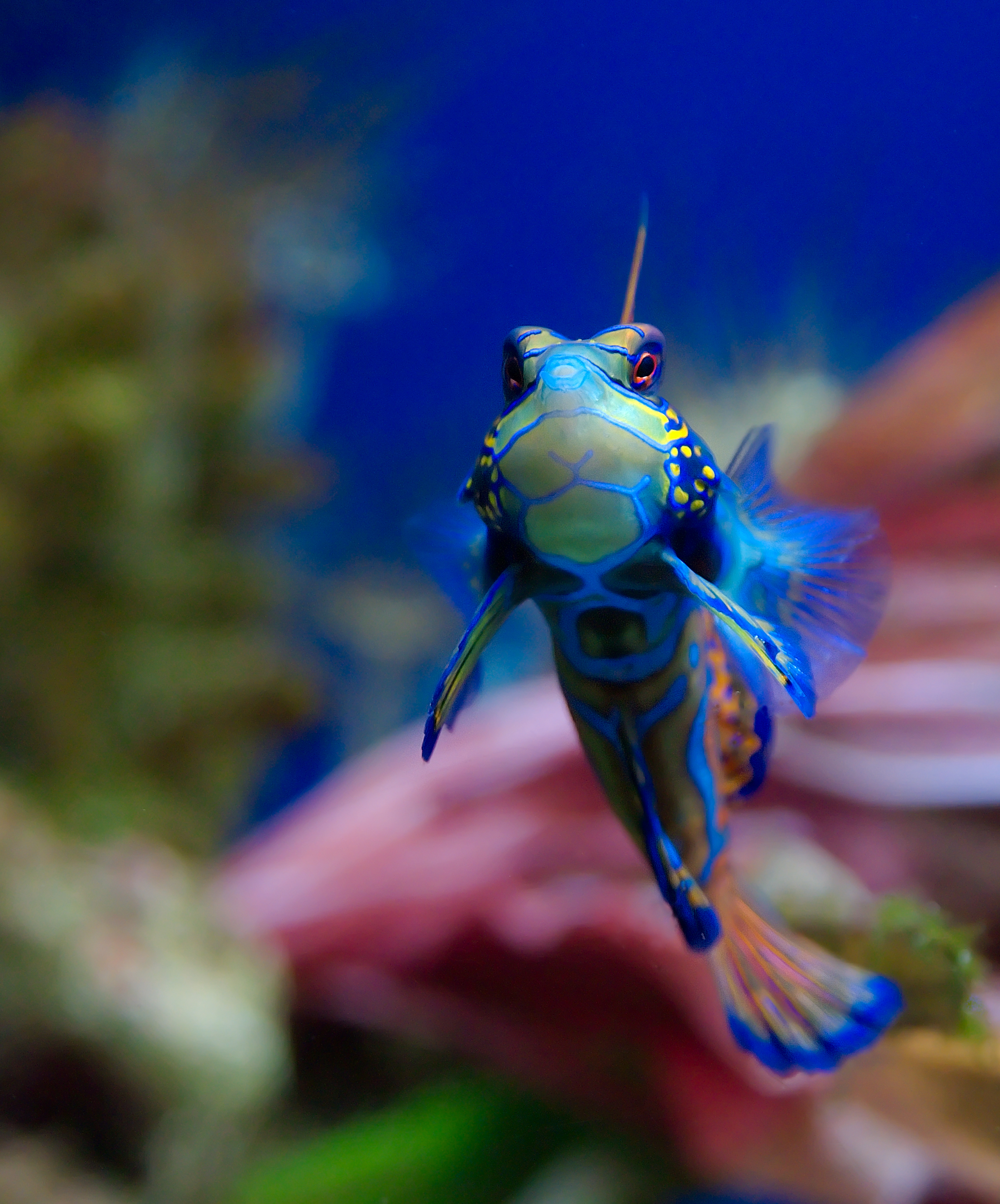

만다린피시의 몸길이는 5~6cm이다. 이들은 먹이를 세심하게 관찰한 후에 사냥에 나서는데 주로 원생동물이나 단각류, 등각류와 같은 갑각류가 표적이 된다. 만다린피시는 몸을 보호하는 비늘이 없는 대신 몸 전체에 고약한 냄새가 나는 점액질로 덮여있다. 또한 지느러미 촉수에는 강한 독이 있다. 일반적으로 움직임이 느리고 별다른 자기 방어 수단이 없는 바다동물이 몸에 독을 지니며 화려한 몸색깔로 몸을 치장한다. 이것은 자신을 방어하는 수단이며 포식자에게 자신이 만만하지 않은 존재임을 적극적으로 알리는 방법이다.